# Xiphocolaptes
Genre
Le genre Xiphocolaptes (masculin) regroupe quatre espèces de passereaux des Amériques appartenant à la famille des Furnariidae et qui, avant la classification de Sibley-Ahlquist, étaient classés dans la famille des Dendrocolaptidae.

## Liste des espèces
D'après la classification de référence du Congrès ornithologique international (ordre phylogénique) :
- Grimpar géant – Xiphocolaptes promeropirhynchus
- Grimpar à gorge blanche – Xiphocolaptes albicollis
- Grimpar à moustaches – Xiphocolaptes falcirostris
- Grand Grimpar – Xiphocolaptes major